# Mengkapan
Mengkapan is een bestuurslaag in het regentschap Siak van de provincie Riau, Indonesië. Mengkapan telt 2300 inwoners (volkstelling 2010).